# Къща „Алатини“
Къща „Алатини“ (на гръцки: Οικία Αλλατίνι) е емблематична къща в град Солун, Гърция.

## Местоположение
Сградата е разположена в центъра на Франкомахала, на улица „Валаоритос“, между улиците „Сингрос“ и „Виларас“ и непосредствено до Стоа „Малакопис“.

## История
Къщата започва да се строи в 1862 година за Моисей Алатини, основател на голямата еврейска търговска фамилия в Солун Алатини. Основната плоча оцелява до съвремието, но без мястото, на което е била изписана датата. В 1904 година имението е прехвърлено на Едуард Алатини, съпруг на дъщерята на Моше. Първоначално къщата има огромна градина на юг, но в 1906 година там е построена Стоа „Малакопис“ за търговските дейности на основаната от фамилията „Банк дьо Салоник“. По-късно цялото недвижимо имущество на семейството заедно с къщата преминава към Дружеството за земеделски недвижими имоти, а в 1911 година членовете на семейство Алатини са депортирани от Османската империя по време на Итало-турската война като италиански граждани.
В 1916 година на първия етаж на къщата се помещава клон на Йонийската банка, а в другите части на постройката има различни офиси. Сградата пострадва значително при Големия пожар в Солун в 1917 година. В 1925 година е прехвърлена на Ели Андзел, Йосе Севи и Леон Аелион, за които се знае малко, но се предполага, че първият е тютюнопроизводител, а последният - търговец на питиета. В 1926 година архитект Максимилиан Рубенс нанася значителни промени по зданието, което показва надписът от 1926 година над входа. В началото на XX век сградата е реновирана.

## Архитектура
В архитектурно отношение сградата се състои се от два етажа, като на втория етаж има тераси околвръст. Много от оригиналните архитектурни елементи са рухнали, а фасадите са покрити с мазилка. Могат да се забележат необарокови и рококо елементи. Във вътрешността има голямо стълбище, водещо до пода, и вътрешен двор, покрит със стъкло, което позволява на светлината да навлезе пространството. По време на реновирането са запазени много важни декоративни елементи като дървения парапет, някои декоративни стенописи, както и някои метални подпори на вътрешния балкон.